# Neoepicorsia
Neoepicorsia is een geslacht van vlinders van de familie grasmotten (Crambidae), uit de onderfamilie Pyraustinae.

## Soorten
- N. claudiusalis Walker, 1859
- N. confusa Munroe, 1964
- N. daucalis Munroe, 1964
- N. furvulalis Munroe, 1978
- N. fuscalis Munroe, 1978
- N. submundalis Dognin, 1905
- N. tuisalis Schaus, 1912